# Christianshavn
Pour l’article homonyme, voir Christianshavn (métro de Copenhague).
Christianshavn est un quartier de Copenhague, situé sur une île éponyme, le quartier compte 10 140 habitants sur une superficie de 3,43 km², soit une densité de 2 960 habitants par km². Le quartier comprend aussi un ensemble d'îles, nommé Holmen, et situé directement au nord d'île de Christianshavn. 

## Géographie
Le quartier est connu pour l'importance de ses fortifications, pour la présence du squat de Christiania et pour son église, l'église de Notre-Sauveur, nommée Vor Frelsers Kirke en danois. Le quartier est séparé de l'île d'Amager par le canal de Stadsgraven (da). Le quartier est essentiellement résidentiel, même s'il abrite des institutions comme l’autorité de supervision financière danoise (Finanstilsynet (da)), le ministère des Affaires étrangères danois et le Nordatlantens Brygge, l'ambassade de l'Islande, des Îles Féroé et du Groenland.
Le quartier est desservi par la station, du métro de Copenhague, Christianshavn Station.

## Histoire
Christianshavn a été fondée au XVIIe siècle par le roi Christian IV, dans le cadre de l'extension des fortifications de Copenhague. Entre 1618 et 1623, il a érigé cinq bastions entre Copenhague et Amager et c'est à partir de 1639 qu'apparait la ville de Christianshavn en tant que telle. Le quartier est aménagé à l'origine pour fonctionner de manière indépendante par rapport à Copenhague, avec un style architectural très inspiré de l'architecture néerlandaise et de ses canaux. Christianshavn est cependant intégrée à Copenhague dès 1674. Six nouveaux bastions sont ajoutés dans les années 1660, sept autres entre 1682 et 1692, puis d'autres encore entre 1779 et 1791 et les derniers entre 1810 et 1813.
À la fin du XIXe siècle, les fortifications intérieures sont démantelées, une partie de la zone défensive est rendue à la ville durant les décennies 1910 et 1920, puis la totalité des fortifications sont rendues publiques en 1961.
Au XIXe siècle et au début du XXe siècle, le quartier est le plus pauvre de la capitale, couvert de taudis et essentiellement ouvrier, avant de prendre une réputation de quartier bohème à partir des années 1970.

## Sources
- (en) Cet article est partiellement ou en totalité issu de l’article de Wikipédia en anglais intitulé « Christianshavn » (voir la liste des auteurs).